# Liste der reaktivierten Eisenbahnstrecken in Deutschland
Die Liste der reaktivierten Eisenbahnstrecken in Deutschland enthält in chronologischer Reihenfolge Eisenbahnstrecken oder deren Teilabschnitte, auf denen nach Entwidmung, Stilllegung, Abbestellungen oder anderweitig verursachten Verkehrsunterbrechungen die Nutzung durch die Aufnahme von vorher nicht mehr stattfindendem planmäßigen Reiseverkehr, Güterverkehr oder touristischem Verkehr dauerhaft wiederhergestellt oder ausgeweitet wurde.
Nicht enthalten sind Strecken mit zwischenzeitlichen kriegs-, reparations- und baubedingten oder durch Naturkatastrophen verursachten Betriebseinschränkungen. Ebenso wenig enthalten sind nur im Draisinenbetrieb genutzte Strecken. Reaktivierungen für den Straßenbahnbetrieb werden in der Liste nur angegeben, wenn sie auf früher unter die Eisenbahn-Bau- und Betriebsordnung fallenden Strecken stattgefunden haben.

## Chronik

### 1970–1974
| Datum | Streckenabschnitt                               | Strecke                   | Nr.  | Land | Länge  | Bemerkung        |
| ----- | ----------------------------------------------- | ------------------------- | ---- | ---- | ------ | ---------------- |
| 1973  | Geilenkirchen-Gillrath–Gangelt-Schierwaldenrath | Geilenkirchener Kreisbahn | 9242 | NRW  | 5,4 km | Tourismusverkehr |

### 1975–1979
| Datum           | Streckenabschnitt                        | Strecke                          | Nr.  | Land   | Länge   | Bemerkung                    |
| --------------- | ---------------------------------------- | -------------------------------- | ---- | ------ | ------- | ---------------------------- |
| 1974            | Rinteln–Stadthagen                       | Bahnstrecke Rinteln–Stadthagen   | 9177 | NI     | 20,4 km | Tourismusverkehr             |
| 1975            | Essen-Kupferdreh–Haus Scheppen           | Hespertalbahn                    | –    | NRW    | 3,3 km  | Tourismusverkehr             |
| 1976            | Bergedorf–Geesthacht                     | Bergedorf-Geesthachter Eisenbahn | 9123 | HH NI  | 14,2 km | Tourismusverkehr             |
| 1977            | Ibbenbüren–Versmold                      | Ibbenbüren–Hövelhof              | 9165 | NI NRW | 44,1 km | Tourismus- und Güterverkehr  |
| 21. Mai 1977    | Weizen–Zollhaus-Blumberg                 | Wutachtalbahn                    | 4403 | BW     | 25,6 km | Tourismusverkehr             |
| 5. Oktober 1979 | Welschneureuter Straße–Neureut Kirchfeld | Hardtbahn                        | 9429 | BW     | 1,4 km  | Planmäßiger Stadtbahnverkehr |

### 1980–1984
| Datum              | Streckenabschnitt                  | Strecke                   | Nr.  | Land | Länge   | Bemerkung        |
| ------------------ | ---------------------------------- | ------------------------- | ---- | ---- | ------- | ---------------- |
| 9. August 1980     | Ebermannstadt–Behringersmühle      | Forchheim–Behringersmühle | 9585 | BY   | 15,5 km | Tourismusverkehr |
| 20. September 1980 | Butzbach Betriebsgrenze–Münzenberg | Butzbach-Licher Eisenbahn | 9371 | HE   | 11,1 km | Tourismusverkehr |
| 20. September 1980 | Griedel–Bad Nauheim Nord           | Butzbach-Licher Eisenbahn | 9373 | HE   | 10,6 km | Tourismusverkehr |
| 12. Juni 1982      | Merzig (Saar) Ost–Dellborner Mühle | Merzig Süd–Büschfeld      | 3218 | SL   | 14,8 km | Tourismusverkehr |
| 2. Juni 1984       | Frankeneck–Elmstein                | Kuckucksbähnel            | 3432 | RP   | 11,2 km | Tourismusverkehr |

### 1985–1989
| Datum              | Streckenabschnitt                                            | Strecke                  | Nr.  | Land | Länge   | Bemerkung                    |
| ------------------ | ------------------------------------------------------------ | ------------------------ | ---- | ---- | ------- | ---------------------------- |
| 29. Juni 1985      | Warthausen–Ochsenhausen                                      | Öchsle                   | 4511 | BW   | 18,9 km | Tourismusverkehr             |
| 1. Mai 1986        | Haltingen–Kandern                                            | Kandertalbahn            | 9440 | BW   | 12,9 km | Tourismusverkehr             |
| 29. September 1986 | Mengen–Krauchenwies                                          | Radolfzell–Mengen        | 4330 | BW   | 9,0 km  | Güterverkehr                 |
| 13. Dezember 1986  | Neureut Kirchfeld–Eggenstein-Leopoldshafen Schweriner Straße | Hardtbahn                | 9429 | BW   | 5,2 km  | Planmäßiger Stadtbahnverkehr |
| 1987               | Norden–Dornum                                                | Ostfriesische Küstenbahn | 1570 | NI   | 17,6 km | Tourismusverkehr             |
| 1987               | Hüinghausen–Köbbinghauser Hammer                             | Plettenberg–Herscheid    | 2860 | NRW  | 2,3 km  | Tourismusverkehr             |
| 1988               | Börßum–Salzgitter-Bad                                        | Börßum–Kreiensen         | 1940 | NI   | 13,8 km | Tourismusverkehr             |
| 28. Mai 1989       | Krauchenwies–Meßkirch                                        | Radolfzell–Mengen        | 4330 | BW   | 10,0 km | Güterverkehr                 |

### 1990–1994
| Datum              | Streckenabschnitt             | Strecke                          | Nr.       | Land   | Länge   | Bemerkung |
| ------------------ | ----------------------------- | -------------------------------- | --------- | ------ | ------- | --- |
| 27. Mai 1990       | Arenshausen–Eichenberg        | Halle–Hann. Münden               | 6343      | TH NI  | 3,6 km  | Planmäßiger Personenverkehr nach teilungsbedingter Unterbrechung                                                         |
| 1990               | Amstetten–Oppingen            | Amstetten–Laichingen             | 9471      | BW     | 5,7 km  | Tourismusverkehr |
| 1990               | Benndorf–Hettstedt            | Mansfelder Bergwerksbahn         | –         | ST     | 10,7 km | Tourismusverkehr |
| 25. Mai 1991       | Eisenach–Wartha–Gerstungen    | Halle–Bebra                      | 6340      | TH HE  | 24 km   | Planmäßiger Personenverkehr nach teilungsbedingter Unterbrechung                                                         |
| 1991               | Uchte-Rahden                  | Nienburg–Rahden                  | 1743      | NI NRW | 25,3 km | Tourismusverkehr |
| 1. Juli 1991       | Grambow–Szczecin Gumieńce     | Bützow–Szczecin                  | 6327      | MV     | 10,1 km | Planmäßiger Personenverkehr, Streckenlänge in Deutschland 1,7 km                                                         |
| 28. September 1991 | Neustadt (b.Coburg)–Sonneberg | Coburg–Ernstthal am Rennsteig    | 5121      | BY TH  | 4,3 km  | Planmäßiger Personenverkehr nach teilungsbedingter Unterbrechung                                                         |
| 28. September 1991 | Mellrichstadt–Rentwertshausen | Schweinfurt–Meiningen            | 5240      | BY TH  | 11,1 km | Planmäßiger Personenverkehr nach teilungsbedingter Unterbrechung                                                         |
| 1. April 1992      | Wannsee–Potsdam               | Wannseebahn                      | 6024      | BE BB  | 9,0 km  | Planmäßiger S-Bahn-Verkehr nach teilungsbedingter Unterbrechung                                                          |
| 17. April 1992     | Johanngeorgenstadt–Potůčky    | Karlovy Vary–Johanngeorgenstadt  | 6626      | SN     | 1 km    | Planmäßiger Personenverkehr, Streckenlänge in Deutschland 0,7 km                                                         |
| 30. Mai 1992       | Küstrin-Kietz–Kostrzyn        | Berlin–Küstrin-Kietz Grenze      | 6078      | BB     | 4 km    | Planmäßiger Personenverkehr, Streckenlänge in Deutschland 1,9 km                                                         |
| 31. Mai 1992       | Herzogenrath–Landgraaf        | Sittard–Herzogenrath             | 2543      | NRW    | 6,8 km  | Planmäßiger Personenverkehr, Streckenlänge in Deutschland 1,3 km                                                         |
| 31. Mai 1992       | Frohnau–Hohen Neudendorf      | Berliner Nordbahn                | 6030      | BE BB  | 4,0 km  | Planmäßiger S-Bahn-Verkehr nach teilungsbedingter Unterbrechung                                                          |
| 1. Juni 1992       | Barmstedt–Henstedt-Ulzburg    | Elmshorn–Bad Oldesloe            | 9120      | SH     | 14,7 km | Planmäßiger Personenverkehr                                                                                              |
| 1. Juni 1992       | Schierke–Brocken              | Brockenbahn                      | 9701      | ST     | 13,6 km | Planmäßiger Personenverkehr nach teilungsbedingter Unterbrechung                                                         |
| 1992               | Weißwasser–Kromlau            | Waldeisenbahn Muskau             | –         | SN     | 3,8 km  | Tourismusverkehr |
| 31. August 1992    | Lichtenrade–Blankenfelde      | Berlin–Dresden                   | 6135      | BE BB  | 5,8 km  | Planmäßiger S-Bahn-Verkehr nach teilungsbedingter Unterbrechung                                                          |
| 23. Mai 1993       | Ritschenhausen–Grimmenthal    | Neudietendorf–Ritschenhausen     | 6298      | TH     | 3,3 km  | Planmäßiger Personenverkehr                                                                                              |
| 1993               | Verden–Stemmen                | Verden (Aller)–Walsrode Nord     | 9140      | NI     | 11,8 km | Tourismusverkehr |
| 1. August 1993     | Bärenstein–Vejprty            | Vejprty–Annaberg-Buchholz unt Bf | 6623      | SN     | 0,9 km  | Tourismusverkehr (zwischenzeitlicher planmäßiger Personenverkehr wieder aufgegeben), Streckenlänge in Deutschland 0,3 km |
| 17. Dezember 1993  | Baumschulenweg–Westkreuz      | Berliner Ringbahn                | 6020 6021 | BE     | 18 km   | Planmäßiger S-Bahn-Verkehr nach teilungsbedingter Unterbrechung                                                          |
| Oktober 1993       | Jöhstadt–Schlössel            | Wolkenstein–Jöhstadt             | –         | SN     | 1,2 km  | Tourismusverkehr |
| 26. Mai 1994       | Grünstadt–Eisenberg           | Eistalbahn                       | 3420      | RP     | 9,1 km  | Planmäßiger Personenverkehr                                                                                              |
| 28. Mai 1994       | Mühldorf–Wasserburg           | Rosenheim–Mühldorf               | 5700      | BY     | 36,0 km | Planmäßiger Personenverkehr                                                                                              |
| 21. Juli 1994      | Schönheide Mitte–Neuheide     | Wilkau-Haßlau–Carlsfeld          | –         | SN     | 1,8 km  | Tourismusverkehr |
| 2. November 1994   | Betzdorf–Daaden               | Betzdorf–Daaden                  | 2883      | RP     | 9,9 km  | Planmäßiger Personenverkehr                                                                                              |

### 1995–1999
| Datum              | Streckenabschnitt                      | Strecke                                                                          | Nr.               | Land      | Länge   | Bemerkung                                                                 |
| ------------------ | -------------------------------------- | -------------------------------------------------------------------------------- | ----------------- | --------- | ------- | ------------------------------------------------------------------------- |
| 1. Januar 1995     | Rudersberg–Rudersberg Nord             | Wieslauftalbahn                                                                  | 4751              | BW        | 0,7 km  | Planmäßiger Personenverkehr                                               |
| 1995               | Altenbauna–Großenritte                 | Kassel–Naumburg                                                                  | 9390              | HE        | 4,3 km  | Straßenbahnbetrieb                                                        |
| 1995               | Weißwasser–Bad Muskau                  | Waldeisenbahn Muskau                                                             | –                 | SN        | ~ 8 km  | Tourismusverkehr                                                          |
| 28. Mai 1995       | Eisenberg–Ramsen                       | Eistalbahn                                                                       | 3420              | RP        | 4,4 km  | Planmäßiger Personenverkehr                                               |
| 28. Mai 1995       | Grünstadt–Monsheim                     | Pfälzische Nordbahn                                                              | 3430              | RP        | 9,5 km  | Planmäßiger Personenverkehr                                               |
| 28. Mai 1995       | Schönholz–Tegel                        | Berlin-Schönholz–Kremmen                                                         | 6183              | BE        | 7,1 km  | Planmäßiger S-Bahn-Verkehr nach teilungsbedingter Unterbrechung           |
| 28. Mai 1995       | Priesterweg–Lichterfelde Ost           | Anhalter Vorortbahn                                                              | 6036              | BE        | 4,1 km  | Planmäßiger S-Bahn-Verkehr nach teilungsbedingter Unterbrechung           |
| Juni 1995          | Schlössel–Schmalzgrube                 | Wolkenstein–Jöhstadt                                                             | –                 | SN        | 2,9 km  | Tourismusverkehr                                                          |
| 3. August 1995     | Altmügeln–Oschatz                      | Oschatz–Mügeln–Döbeln Schmalspurbahn Mügeln–Neichen                              | 6969 6967         | SN        | 12,7 km | Tourismus- und Schülerverkehr                                             |
| 4. November 1995   | Grasleben–Weferlingen                  | Helmstedt–Oebisfelde                                                             | 1945              | NI ST     | 3,2 km  | Güterverkehr nach teilungsbedingter Unterbrechung                         |
| Mai 1996           | Schmalzgrube–Forellenhof               | Wolkenstein–Jöhstadt                                                             | –                 | SN        | 0,6 km  | Tourismusverkehr                                                          |
| 2. Juni 1996       | Kreuzberg (Ahr)–Ahrbrück               | Ahrtalbahn                                                                       | 3000              | RP        | 2,3 km  | Planmäßiger Personenverkehr                                               |
| 2. Juni 1996       | Winden–Bad Bergzabern                  | Winden–Bad Bergzabern                                                            | 3442              | RP        | 10,0 km | Planmäßiger Personenverkehr                                               |
| 2. Juni 1996       | Ilsenburg–südl. Stapelburg             | Heudeber-Danstedt–Bad Harzburg (heute Teil der Bahnstrecke Ilsenburg–Vienenburg) | 6425 (heute 6393) | ST        | 3,9 km  | Planmäßiger Personenverkehr nach teilungsbedingter Unterbrechung          |
| 2. Juni 1996       | Vienenburg–Abzweig Richtung Stapelburg | Halle–Vienenburg                                                                 | 6344              | NI        | 4 km    | Planmäßiger Personenverkehr nach teilungsbedingter Unterbrechung          |
| 1996               | Derneburg–Bornum                       | Derneburg–Seesen                                                                 | 1823              | NI        | 15,7 km | Güterverkehr                                                              |
| 8. September 1996  | Stahringen–Stockach                    | Radolfzell–Mengen                                                                | 4330              | BW        | 10,1 km | Planmäßiger Personenverkehr                                               |
| 15. September 1996 | Fladungen–Ostheim v. d. Rhön           | Mellrichstadt–Fladungen                                                          | 5243              | BY        | 10,4 km | Tourismusverkehr                                                          |
| 1. Dezember 1996   | Böblingen–Dettenhausen                 | Schönbuchbahn                                                                    | 4871              | BW        | 17,0 km | Planmäßiger Personenverkehr                                               |
| 1. März 1997       | Winden–Wissembourg (Frankreich)        | Neustadt–Wissembourg                                                             | 3433              | RP        | 15,9 km | Planmäßiger Personenverkehr, Streckenlänge in Deutschland 13,5 km         |
| 15. April 1997     | Westend–Jungfernheide                  | Berliner Ringbahn                                                                | 6020              | BE        | 2,2 km  | Planmäßiger S-Bahn-Verkehr nach teilungsbedingter Unterbrechung           |
| 1. Juni 1997       | Enkenbach–Kaiserslautern               | Kaiserslautern–Enkenbach                                                         | 3303              | RP        | 13,1 km | Planmäßiger Personenverkehr                                               |
| 1. Juni 1997       | Hinterweidenthal–Bundenthal-Rumbach    | Wieslauterbahn                                                                   | 3312              | RP        | 15,3 km | Tourismusverkehr                                                          |
| 1. Juni 1997       | Maulbronn West–Maulbronn               | Maulbronn West–Maulbronn                                                         | 4841              | BW        | 2,4 km  | Tourismusverkehr                                                          |
| 1997               | Seebad Ahlbeck–Ahlbeck Grenze          | Ducherow–Heringsdorf–Wolgaster Fähre                                             | 6768              | MV        | 2,4 km  | Planmäßiger Personenverkehr                                               |
| 5. Dezember 1997   | Neuheide–Stützengrün Hp                | Wilkau-Haßlau–Carlsfeld                                                          | –                 | SN        | 1,5 km  | Tourismusverkehr                                                          |
| 18. Dezember 1997  | Neukölln–Treptower Park                | Berliner Ringbahn                                                                | 6020              | BE        | 3,4 km  | Planmäßiger S-Bahn-Verkehr nach teilungsbedingter Unterbrechung           |
| 24. Mai 1998       | Metzingen–Bad Urach                    | Ermstalbahn                                                                      | 4621              | BW        | 12,3 km | Tourismusverkehr                                                          |
| Mai 1998           | Forellenhof–Stolln                     | Wolkenstein–Jöhstadt                                                             | –                 | SN        | 1,8 km  | Tourismusverkehr                                                          |
| 16. August 1998    | Westkreuz–Pichelsberg                  | Spandauer Vorortbahn                                                             | 6025              | BE        | 4,7 km  | Planmäßiger S-Bahn-Verkehr nach teilungsbedingter Unterbrechung           |
| 25. September 1998 | Lichterfelde Ost–Lichterfelde Süd      | Anhalter Vorortbahn                                                              | 6036              | BE        | 2,4 km  | Planmäßiger S-Bahn-Verkehr nach teilungsbedingter Unterbrechung           |
| 5. Oktober 1998    | Korbach–Volkmarsen                     | Twistetalbahn                                                                    | 2972              | HE        | 29,0 km | Planmäßiger Personenverkehr                                               |
| 15. Dezember 1998  | Tegel–Hennigsdorf                      | Berlin-Schönholz–Kremmen                                                         | 6183              | BE BB     | 8,3 km  | Planmäßiger S-Bahn-Verkehr nach teilungsbedingter Unterbrechung           |
| 30. Dezember 1998  | Pichelsberg–Spandau                    | Spandauer Vorortbahn                                                             | 6025              | BE        | 4,1 km  | Planmäßiger S-Bahn-Verkehr nach teilungsbedingter Unterbrechung           |
| 30. Mai 1999       | Schwerter Kurve                        | Obere Ruhrtalbahn                                                                | 2842              | NRW       | 1,9 km  | Planmäßiger Personenverkehr                                               |
| 30. Mai 1999       | Wörth–Lauterbourg                      | Wörth–Strasbourg                                                                 | 3400              | RP        | 12,4 km | Tourismusverkehr, Streckenlänge in Deutschland 11,1 km                    |
| 30. Mai 1999       | Alzey–Kirchheimbolanden                | Donnersbergbahn                                                                  | 3323 3523         | RP        | 15,2 km | Planmäßiger Personenverkehr                                               |
| 30. Mai 1999       | Linz–Kalenborn                         | Linz (Rhein)–Flammersfeld                                                        | 3033              | RP        | 8,9 km  | Tourismusverkehr                                                          |
| 30. Mai 1999       | Laupheim West–Laupheim Stadt           | Laupheim West–Schwendi                                                           | 4510              | BW        | 2,5 km  | Planmäßiger Personenverkehr                                               |
| 13. Juni 1999      | Schelklingen–Engstingen                | Reutlingen–Schelklingen                                                          | 4620              | BW        | 43,0 km | Tourismusverkehr                                                          |
| 1999               | Lauterbach–Lauterbach Mole             | Bergen auf Rügen–Lauterbach Mole                                                 | 6775              | MV        | 0,6 km  | Planmäßiger Personenverkehr                                               |
| 1999               | Wieren–Salzwedel                       | Stendal–Uelzen                                                                   | 6899              | NI ST     | 36,6 km | Planmäßiger Personenverkehr nach teilungsbedingter Unterbrechung          |
| 4. Juli 1999       | Schwichtenberg–Uhlenhorst              | Mecklenburg-Pommersche Schmalspurbahn                                            | –                 | MV        | 2,6 km  | Tourismusverkehr                                                          |
| 1. August 1999     | Tübingen–Herrenberg                    | Ammertalbahn                                                                     | 4633              | BW        | 21,4 km | Planmäßiger Personenverkehr, vorher nur Schülerverkehr Tübingen–Entringen |
| 1. August 1999     | Metzingen–Bad Urach                    | Ermstalbahn                                                                      | 4621              | BW        | 12,3 km | Planmäßiger Personenverkehr                                               |
| 26. September 1999 | Betzdorf–Haiger                        | Betzdorf–Haiger                                                                  | 2651              | RP NRW HE | 36,4 km | Planmäßiger Personenverkehr                                               |
| 26. September 1999 | Kaarster Bahnhof–Mettmann              | Regiobahn                                                                        | 2530 2423         | NRW       | 26 km   | Planmäßiger Personenverkehr                                               |
| 29. September 1999 | Korbach–Korbach Süd                    | Untere Edertalbahn                                                               | 2972              | HE        | 1,1 km  | Planmäßiger Personenverkehr                                               |
| 15. November 1999  | Grävenwiesbach–Brandoberndorf          | Bahnstrecke Friedrichsdorf–Albshausen                                            | 9374              | HE        | 8,1 km  | Planmäßiger Personenverkehr                                               |
| 19. Dezember 1999  | Jungfernheide–Westhafen                | Berliner Ringbahn                                                                | 6020              | BE        | 3 km    | Planmäßiger S-Bahn-Verkehr nach teilungsbedingter Unterbrechung           |

### 2000–2004
| Datum              | Streckenabschnitt                              | Strecke                             | Nr.       | Land  | Länge   | Bemerkung                                                                                         |
| ------------------ | ---------------------------------------------- | ----------------------------------- | --------- | ----- | ------- | ------------------------------------------------------------------------------------------------- |
| 28. Mai 2000       | Klingenthal–Kraslice                           | Zwotental–Klingenthal               | 6651      | SN    | 4,3 km  | Planmäßiger Personenverkehr, Streckenlänge in Deutschland 0,5 km                                  |
| 1. Juni 2000       | Engstingen–Gammertingen                        | Engstingen–Sigmaringen              | 9461      | BW    | 19,7 km | Tourismusverkehr                                                                                  |
| 2000               | Ostheim v. d. Rhön–Mellrichstadt               | Mellrichstadt–Fladungen             | 5243      | BY    | 8,0 km  | Tourismusverkehr                                                                                  |
| 2. Juli 2000       | Niebüll–Tondern                                | Marschbahn                          | 1201      | SH    | 17,8 km | Ab 2000 Saisonverkehr, ab 2003 planmäßiger Personenverkehr, Streckenlänge in Deutschland 13,3 km  |
| 6. August 2000     | Mayen West–Kaisersesch                         | Eifelquerbahn                       | 3005      | RP    | 16,6 km | Planmäßiger Personenverkehr                                                                       |
| 18. August 2000    | Stolln–Steinbach                               | Wolkenstein–Jöhstadt                | –         | SN    | 1,6 km  | Tourismusverkehr                                                                                  |
| Oktober 2000       | Bremerhaven–Bederkesa                          | Bremerhaven–Bederkesa               | 1311      | HB NI | 17,6 km | Tourismusverkehr                                                                                  |
| 26. Mai 2001       | Bad Orb–Aumühle                                | Wächtersbach–Bad Orb                | 9362      | HE    | 1,4 km  | Tourismusverkehr                                                                                  |
| 28. Mai 2001       | Kaarster Bahnhof–Kaarster See                  | Neuss–Viersen                       | 2530      | NRW   | 0,9 km  | Planmäßiger Personenverkehr                                                                       |
| 8. Juni 2001       | Kaufungen–Helsa                                | Kassel–Waldkappel                   | 3901      | HE    | 10,0 km | Straßenbahnbetrieb                                                                                |
| 10. Juni 2001      | Stolberg (Rhld.) Hbf–Stolberg-Altstadt         | Stolberg–Walheim                    | 2572      | NRW   | 3,5 km  | Planmäßiger Personenverkehr                                                                       |
| 12. August 2001    | Ramsen–Eiswoog                                 | Eistalbahn                          | 3420      | RP    | 4,3 km  | Planmäßiger Personenverkehr                                                                       |
| 17. September 2001 | Gesundbrunnen–Pankow                           | Berliner Ringbahn                   | 6020      | BE    | 3 km    | Planmäßiger S-Bahn-Verkehr nach teilungsbedingter Unterbrechung                                   |
| 17. September 2001 | Gesundbrunnen–Schönhauser Allee                | Berliner Ringbahn                   | 6020      | BE    | 1,4 km  | Planmäßiger S-Bahn-Verkehr nach teilungsbedingter Unterbrechung                                   |
| 20. Oktober 2001   | Neresheim–Sägmühle                             | Härtsfeldbahn                       | –         | BW    | 2,8 km  | Tourismusverkehr                                                                                  |
| 16. November 2001  | Stützengrün Hp–Stützengrün-Neulehn             | Wilkau-Haßlau–Carlsfeld             | –         | SN    | 0,6 km  | Tourismusverkehr                                                                                  |
| 17. November 2001  | Gronau–Enschede                                | Münster–Enschede                    | 2014      | NRW   | 9,7 km  | Planmäßiger Personenverkehr, Streckenlänge in Deutschland 3,6 km                                  |
| 6. April 2002      | Finsterwalde Frankenaer Weg–Crinitz            | Finsterwalde–Luckau                 | 6592      | BB    | 15,3 km | Tourismusverkehr                                                                                  |
| 9. Mai 2004        | Mesendorf–Brünkendorf                          | Kleinbahn Lindenberg–Pritzwalk      | –         | BB    | 4,0 km  | Tourismusverkehr                                                                                  |
| 8. Juni 2002       | Jülich–Linnich                                 | Jülich–Dalheim                      | 9303      | NRW   | 10,2 km | Planmäßiger Personenverkehr                                                                       |
| 15. Juni 2002      | Gesundbrunnen–Westhafen                        | Berliner Ringbahn                   | 6020      | BE    | 3 km    | Planmäßiger S-Bahn-Verkehr nach teilungsbedingter Unterbrechung                                   |
| 15. Juni 2002      | Amstetten–Gerstetten                           | Amstetten–Gerstetten                | 9470      | BW    | 19,9 km | Touristikverkehr                                                                                  |
| 2002               | Gardelegen–Gefechtsübungszentrum Heer          | Bahnstrecke Haldensleben–Gardelegen | 6906      | ST    | 3,4 km  | Güterverkehr                                                                                      |
| August 2002        | Aumühle–Aufenauer Berg                         | Wächtersbach–Bad Orb                | 9362      | HE    | 3,1 km  | Tourismusverkehr                                                                                  |
| 14. September 2002 | Müncheberg (Mark)– Buckow (Märkische Schweiz)  | Buckower Kleinbahn                  | 6534      | BB    | 5,1 km  | Tourismusverkehr im Straßenbahnbetrieb und ab 2012 Güterverkehr                                   |
| 29. September 2002 | Balingen–Schömberg                             | Balingen–Rottweil                   | 4634      | BW    | 12,9 km | Touristik- und Güterverkehr                                                                       |
| 3. Oktober 2002    | Eisfeld–Sonneberg                              | Eisfeld–Sonneberg                   | 6692 6693 | TH    | 32,9 km | Planmäßiger Personenverkehr                                                                       |
| 15. Dezember 2002  | Sonneberg–Ernstthal am Rennsteig               | Coburg–Ernstthal am Rennsteig       | 5121 6689 | TH    | 25,5 km | Planmäßiger Personenverkehr                                                                       |
| 15. Dezember 2002  | Ernstthal–Neuhaus am Rennweg                   | Probstzella–Neuhaus am Rennweg      | 6688      | TH    | 3,0 km  | Planmäßiger Personenverkehr                                                                       |
| 15. Dezember 2002  | Neumünster–Bad Segeberg                        | Neumünster–Bad Oldesloe             | 1043      | SH    | 28,3 km | Planmäßiger Personenverkehr                                                                       |
| 15. Dezember 2002  | Hagenow Land–Hagenow Stadt                     | Hagenow Land–Bad Oldesloe           | 6928      | MV    | 3,6 km  | Planmäßiger Personenverkehr                                                                       |
| 15. Dezember 2002  | Wörth–Lauterbourg                              | Wörth–Strasbourg                    | 3400      | RP    | 12,4 km | Planmäßiger Personenverkehr, Streckenlänge in Deutschland 11,1 km                                 |
| 18. April 2003     | Gummersbach–Marienheide                        | Hagen–Dieringhausen                 | 2810      | NRW   | 8,2 km  | Planmäßiger Personenverkehr                                                                       |
| 15. Juni 2003      | Lauchringen–Weizen                             | Wutachtalbahn                       | 4403      | BW    | 20,4 km | Tourismusverkehr, ab Dezember 2013 Schülerverkehr bis Wutöschingen, ab Dezember 2014 bis Eggingen |
| August 2003        | Roßberg–Bad Wurzach                            | Roßbergbahn                         | 4561      | BW    | 11,0 km | Güterverkehr, ab 4. Juli 2010 Tourismusverkehr                                                    |
| 1. September 2003  | Hüfingen–Bräunlingen                           | Bregtalbahn                         | 9430      | BW    | 2,8 km  | Planmäßiger Personenverkehr                                                                       |
| 13. September 2003 | Seligenstadt Mainschleifenbahn–Volkach-Astheim | Seligenstadt–Volkach                | 5203      | BY    | 9,8 km  | Tourismusverkehr                                                                                  |
| 14. Dezember 2003  | Offenbach-Bieber–Dietzenbach                   | Offenbach-Bieber–Dietzenbach        | 3662      | HE    | 9,6 km  | Planmäßiger Personenverkehr                                                                       |
| 14. Mai 2004       | Brünkendorf–Vettin                             | Kleinbahn Lindenberg–Pritzwalk      | –         | BB    | 3,9 km  | Tourismusverkehr                                                                                  |
| 2004               | Schelklingen–Engstingen                        | Reutlingen–Schelklingen             | 4620      | BW    | 42,3 km | Schülerverkehr                                                                                    |
| 2004               | Engstingen–Gammertingen                        | Engstingen–Sigmaringen              | 9461      | BW    | 19,7 km | Schülerverkehr                                                                                    |
| 20. September 2004 | Butzbach Betriebsgrenze–Münzenberg             | Butzbach-Licher Eisenbahn           | 9371      | HE    | 11,1 km | Güterverkehr                                                                                      |
| 11. September 2004 | Stolberg (Rheinl) Hbf–Eschweiler-Weisweiler    | Mönchengladbach–Stolberg            | 2571      | NRW   | 9,8 km  | Planmäßiger Personenverkehr                                                                       |
| 11. Dezember 2004  | Herzogenrath–Merkstein                         | Stolberg–Herzogenrath               | 2570      | NRW   | 3,4 km  | Planmäßiger Personenverkehr                                                                       |
| 12. Dezember 2004  | Hintschingen–Blumberg-Zollhaus                 | Wutachtalbahn                       | 4403      | BW    | 15,5 km | Planmäßiger Personenverkehr                                                                       |

### 2005–2009
| Datum              | Streckenabschnitt                         | Strecke                              | Nr.       | Land | Länge   | Bemerkung |
| ------------------ | ----------------------------------------- | ------------------------------------ | --------- | ---- | ------- | --- |
| 10. Juni 2005      | Osnabrück–Dissen-Bad Rothenfelde          | Brackwede–Osnabrück                  | 2950      | NI   | 26,3 km | Planmäßiger Personenverkehr                                                                                    |
| 11. August 2005    | Grube Antonie–Zörbig                      | Bitterfeld–Stumsdorf                 | 6832      | ST   | 11,3 km | Güterverkehr                                                                                                   |
| 11. Dezember 2005  | Merkstein–Alsdorf-Annapark                | Stolberg–Herzogenrath                | 2570      | NRW  | 3,3 km  | Planmäßiger Personenverkehr                                                                                    |
| 29. Januar 2006    | Helsa–Hessisch Lichtenau                  | Kassel–Waldkappel                    | 3901      | HE   | 8,3 km  | Straßenbahnbetrieb                                                                                             |
| 6. März 2006       | Raubach–Selters                           | Holzbachtalbahn                      | 3032      | RP   | 13,6 km | Güterverkehr (nach 2017 vorübergehend unterbrochen)                                                            |
| 2006               | Kall–Schleiden                            | Oleftalbahn                          | 2635      | NRW  | 12,0 km | Tourismusverkehr                                                                                               |
| 2006               | Bremervörde–Osterholz-Scharmbeck          | Bremervörde–Osterholz-Scharmbeck     | 9132      | NI   | 47,5 km | Tourismusverkehr                                                                                               |
| 2006               | Hesedorf–Stade                            | Hesedorf–Stade                       | 1260      | NI   | 25,6 km | Tourismusverkehr                                                                                               |
| 21. April 2006     | Altmügeln–Glossen                         | Schmalspurbahn Mügeln–Neichen        | 6967      | SN   | 3,3 km  | Tourismus- und Schülerverkehr                                                                                  |
| 26. Juni 2006      | Gernrode–Quedlinburg                      | Frose–Quedlinburg                    | 6862      | ST   | 8,5 km  | Planmäßiger Personenverkehr                                                                                    |
| 1. Juli 2006       | Bad Endorf–Obing                          | Bad Endorf–Obing                     | 5705      | BY   | 18,4 km | Tourismusverkehr                                                                                               |
| 27. August 2006    | Müllheim–Mulhouse                         | Müllheim–Mulhouse                    | 4314      | BW   | 22,1 km | Tourismusverkehr, Streckenlänge in Deutschland 4,6 km                                                          |
| 29. Oktober 2006   | Aufenauer Berg–Wächtersbach               | Wächtersbach–Bad Orb                 | 9362      | HE   | 2 km    | Tourismusverkehr                                                                                               |
| 10. Dezember 2006  | Hörpolding–Traunreut                      | Hörpolding–Traunreut                 | 5731      | BY   | 2,6 km  | Planmäßiger Personenverkehr                                                                                    |
| 10. Januar 2007    | Bayreuth–Weidenberg                       | Bayreuth–Warmensteinach              | 5000      | BY   | 13,9 km | Planmäßiger Personenverkehr                                                                                    |
| 2007               | Staßfurt–Egeln                            | Staßfurt–Blumenberg                  | 6860      | ST   | 18,6 km | Güterverkehr                                                                                                   |
| 12. Mai 2007       | Vettin–Lindenberg                         | Kleinbahn Lindenberg–Pritzwalk       | –         | BB   | 1,1 km  | Tourismusverkehr                                                                                               |
| 28. Juli 2007      | Lemgo–Lemgo-Lüttfeld                      | Bielefeld–Hameln                     | 2983      | NRW  | 1,1 km  | Planmäßiger Personenverkehr                                                                                    |
| 15. September 2007 | Steinwiesen–Nordhalben                    | Kronach–Nordhalben                   | 5012      | BY   | 11,0 km | Tourismusverkehr                                                                                               |
| 9. Dezember 2007   | Altenstadt (Waldnaab)–Neustadt (Waldnaab) | Neustadt (Waldnaab)–Eslarn           | 5054      | BY   | 0,7 km  | Planmäßiger Personenverkehr                                                                                    |
| 16. Dezember 2007  | Bremen-Farge–Bremen-Vegesack              | Bremen-Farge–Bremen-Vegesack         | 9145      | HB   | 10,4 km | Planmäßiger Personenverkehr                                                                                    |
| 2008               | Moers–Vluyn                               | Rheinberg–Moers–Hoerstgen-Sevelen    | 9230      | NRW  | 9,0 km  | Güterverkehr                                                                                                   |
| 4. April 2008      | Abelitz–Aurich                            | Abelitz–Aurich                       | 1573      | NI   | 11,1 km | Güterverkehr                                                                                                   |
| 24. Mai 2008       | Meyenburg–Güstrow                         | Meyenburg–Güstrow                    | 6939      | MV   | 61,4 km | Zeit- und abschnittsweiser Güter- und Ausflugsverkehr                                                          |
| 16. Juni 2008      | Rudersberg Nord–Oberndorf                 | Wieslauftalbahn                      | 4751      | BW   | 0,8 km  | Planmäßiger Personenverkehr                                                                                    |
| 29. August 2008    | Blumenberg–Klein Wanzleben                | Blumenberg–Eilsleben                 | 6861      | ST   | 8,6 km  | Güterverkehr                                                                                                   |
| 30. August 2008    | Düren–Euskirchen                          | Bördebahn                            | 2585      | NRW  | 29,8 km | Tourismusverkehr                                                                                               |
| 20. September 2008 | Ahlbeck Grenze–Świnoujście Centrum        | Ducherow–Heringsdorf–Wolgaster Fähre | 6768      | MV   | 1,5 km  | Planmäßiger Personenverkehr, Streckenlänge in Deutschland 0,1 km                                               |
| 10. April 2009     | Nebra–Wangen                              | Naumburg–Reinsdorf                   | 6726      | ST   | 2,4 km  | Planmäßiger Personenverkehr                                                                                    |
| 17. Mai 2009       | Helmstedt–Grasleben                       | Helmstedt–Oebisfelde                 | 1945      | NI   | 15,9 km | Güterverkehr                                                                                                   |
| 2009               | Altshausen–Pfullendorf                    | Altshausen–Schwackenreute            | 4551 4333 | BW   | 24,7 km | Tourismus- und später Güterverkehr                                                                             |
| 15. August 2009    | Ueckermünde–Ueckermünde Stadthafen        | Jatznick–Ueckermünde                 | 6771      | MV   | 0,3 km  | Planmäßiger Personenverkehr auf früher nur für Güterverkehr und zwischenzeitlich ungenutztem Streckenabschnitt |
| 30. August 2009    | Schleiden–Blumenthal                      | Oleftalbahn                          | 2635      | NRW  | 3,6 km  | Tourismusverkehr                                                                                               |
| 3. Oktober 2009    | Verbindungskurve Arnsdorf                 | Kamenz–Pirna                         | 6228      | SN   | 0,9 km  | Planmäßiger Personenverkehr                                                                                    |
| 12. Dezember 2009  | Eschwege West–Eschwege                    | Leinefelde–Treysa                    | 6710      | HE   | 3,4 km  | Planmäßiger Personenverkehr                                                                                    |

### 2010–2014
| Datum              | Streckenabschnitt                             | Strecke                                  | Nr.  | Land  | Länge   | Bemerkung                                                                     |
| ------------------ | --------------------------------------------- | ---------------------------------------- | ---- | ----- | ------- | ----------------------------------------------------------------------------- |
| 18. April 2010     | Oberwiehl–Waldbröl                            | Wiehltalbahn                             | 2680 | NRW   | 12,7 km | Tourismusverkehr                                                              |
| 1. Mai 2010        | Schönberg–Mühltroff                           | Schönberg–Schleiz                        | 6656 | SN    | 2,9 km  | Tourismusverkehr                                                              |
| 8. Mai 2010        | Oberndorf–Welzheim                            | Wieslauftalbahn                          | 4751 | BW    | 11,4 km | Tourismusverkehr                                                              |
| 12. Juni 2010      | Neckarbischofsheim Nord–Hüffenhardt           | Krebsbachtalbahn                         | 9410 | BW    | 16,9 km | Tourismusverkehr, vorher nur Testfahrten durch SWEG und Gmeinder              |
| 14. Juni 2010      | Böblingen–Maichingen                          | Rankbachbahn                             | 4870 | BW    | 5,4 km  | Planmäßiger Personenverkehr                                                   |
| 31. Juli 2010      | Vogelfluglinie–Bahnhof Fehmarn-Burg           | Inselbahn Fehmarn                        | 1103 | SH    | 1 km    | Planmäßiger Personenverkehr                                                   |
| 1. August 2010     | Blumenthal–Hellenthal                         | Oleftalbahn                              | 2635 | NRW   | 2,2 km  | Tourismusverkehr                                                              |
| 21. August 2010    | Moorbadehaus–Moorgruben                       | Bad Schwalbacher Kurbahn                 | –    | HE    | 1,6 km  | Tourismusverkehr                                                              |
| 12. September 2010 | Waldkirchen–Freyung                           | Passau–Freyung                           | 5840 | BY    | 11,5 km | Tourismusverkehr                                                              |
| Oktober 2010       | Mühltroff–Langenbuch                          | Schönberg–Schleiz                        | 6656 | SN TH | 4,1 km  | Tourismusverkehr                                                              |
| 2011               | Walpershofen/Etzenhofen–Heusweiler Markt      | Lebach–Völklingen                        | 3291 | SL    | 3,3 km  | Straßenbahnbetrieb                                                            |
| 16. April 2011     | Bad Salzungen–Merkers                         | Bad Salzungen–Unterbreizbach             | 6703 | TH    | 8,0 km  | Güterverkehr                                                                  |
| 7. Mai 2011        | Magdeburgerforth–Lumpenbahnhof                | Magdeburgerforth–Altengrabow             | –    | ST    | 0,6 km  | Tourismusverkehr                                                              |
| 16. Juli 2011      | Waldkirchen–Passau                            | Passau–Freyung                           | 5840 | BY    | 39,0 km | Tourismusverkehr                                                              |
| August 2011        | Krauchenwies–Stockach                         | Radolfzell–Mengen                        | 4330 | BW    | 30,4 km | Güterverkehr                                                                  |
| 21. Oktober 2011   | Bad Saarow–Bad Saarow Klinikum                | Bahnstrecke Fürstenwalde–Beeskow         | 6521 | BB    | 1,1 km  | Planmäßiger Personenverkehr                                                   |
| 3. Dezember 2011   | Langenbuch–Schleiz                            | Schönberg–Schleiz                        | 6656 | TH    | 7,9 km  | Tourismusverkehr                                                              |
| 9. Dezember 2011   | Alsdorf-Annapark–Alsdorf-Poststraße           | Stolberg–Herzogenrath                    | 2570 | NRW   | 3,4 km  | Planmäßiger Personenverkehr                                                   |
| 10. Dezember 2011  | Brilon Wald–Brilon Stadt                      | Almetalbahn                              | 2961 | NRW   | 7,3 km  | Planmäßiger Personenverkehr                                                   |
| 11. Dezember 2011  | Darmstadt-Eberstadt–Pfungstadt                | Pfungstadtbahn                           | 3543 | HE    | 1,7 km  | Planmäßiger Personenverkehr                                                   |
| April 2012         | Neustadt (Dosse)–Neuruppin                    | Neustadt–Herzberg                        | 6946 | BB    | 28,1 km | Güterverkehr                                                                  |
| September 2012     | Stw W 3–Pöhlau                                | Brückenbergschachtbahn                   | –    | SN    | 3,2 km  | Tourismusverkehr                                                              |
| 8. Dezember 2012   | Maichingen–Renningen                          | Rankbachbahn                             | 4870 | BW    | 8,9 km  | Planmäßiger Personenverkehr                                                   |
| 9. Dezember 2012   | Müllheim–Mulhouse                             | Müllheim–Mulhouse                        | 4314 | BW    | 22,1 km | Planmäßiger Personenverkehr, Streckenlänge in Deutschland 4,6 km              |
| 8. Juni 2013       | Nördlingen–Wassertrüdingen                    | Nördlingen–Pleinfeld                     | 5330 | BY    | 24,8 km | Güterverkehr                                                                  |
| 8. Juni 2013       | Nördlingen–Gunzenhausen                       | Nördlingen–Pleinfeld                     | 5330 | BY    | 39,5 km | Tourismusverkehr                                                              |
| 28. Juni 2013      | Altenburg–Tröglitz                            | Zeitz–Altenburg                          | 6814 | TH ST | 8,5 km  | Güterverkehr wegen der beschädigten Flutbrücke über die Aue der Weißen Elster |
| 4. September 2013  | Kiel–Kiel Schulen am Langsee                  | Kiel Süd–Schönberger Strand              | 9107 | SH    | 2,5 km  | Planmäßiger Personenverkehr                                                   |
| 15. Dezember 2013  | Lindern–Heinsberg                             | Wurmtalbahn                              | 2542 | NRW   | 12,2 km | Planmäßiger Personenverkehr                                                   |
| 15. Dezember 2013  | Merkers–Awanst Holzwerk Krenzer               | Bad Salzungen–Unterbreizbach             | 6703 | TH    | 4,1 km  | Güterverkehr                                                                  |
| 15. Dezember 2013  | Senden–Weißenhorn                             | Senden–Weißenhorn                        | 5350 | BY    | 9,8 km  | Planmäßiger Personenverkehr                                                   |
| 15. Dezember 2013  | Leipzig-Plagwitz–Leipzig Miltitzer Allee      | Leipzig-Plagwitz–Leipzig Miltitzer Allee | 6052 | SN    | 4,1 km  | Planmäßiger Personenverkehr                                                   |
| 15. Dezember 2013  | Verbindungskurve Leipzig Tabakmühle           | Verbindungskurve Leipzig Tabakmühle      | 6376 | SN    | 0,9 km  | Planmäßiger Personenverkehr                                                   |
| 15. Dezember 2013  | Leipzig-Connewitz–Leipzig Bayerischer Bahnhof | Leipzig–Hof                              | 6377 | SN    | 3,5 km  | Planmäßiger Personenverkehr                                                   |
| 15. Januar 2014    | Greifswald–Greifswald Hafen                   | Hafenbahn Greifswald                     | 6787 | MV    | 5,5 km  | Güterverkehr                                                                  |
| Januar 2014        | Lathen–Werlte                                 | Lathen–Werlte                            | 9200 | NI    | 28,9 km | Güterverkehr                                                                  |
| 26. Februar 2014   | Marienheide–Meinerzhagen                      | Hagen–Dieringhausen                      | 2810 | NRW   | 9,1 km  | Planmäßiger Personenverkehr                                                   |
| 12. Juni 2014      | Alsdorf-Poststraße–Eschweiler-St. Jöris       | Stolberg–Herzogenrath                    | 2570 | NRW   | 2,7 km  | Planmäßiger Personenverkehr                                                   |
| 30. Juni 2014      | Rhäsa Anschlussweiche–Starbach                | Riesa–Nossen                             | 6613 | SN    | 2,6 km  | Güterverkehr                                                                  |
| 2014               | Klütz–Hof Gutow                               | Grevesmühlen–Klütz                       | 6931 | MV    | 4,5 km  | Tourismusverkehr                                                              |
| 5. Juli 2014       | Sebnitz–Dolní Poustevna                       | Rumburk–Sebnitz                          | 6666 | SN    | 1,2 km  | Planmäßiger Personenverkehr, Streckenlänge in Deutschland 0,8 km              |
| 5. Oktober 2014    | Heusweiler Markt–Lebach                       | Lebach–Völklingen                        | 3291 | SL    | 9,2 km  | Straßenbahnbetrieb                                                            |

### 2015–2019
| Datum              | Streckenabschnitt                      | Strecke                               | Nr.  | Land | Länge   | Bemerkung                                                                     |
| ------------------ | -------------------------------------- | ------------------------------------- | ---- | ---- | ------- | ----------------------------------------------------------------------------- |
| 23. Februar 2015   | Heimbach–Baumholder                    | Heimbach–Baumholder                   | 3200 | RP   | 8,9 km  | Planmäßiger Personenverkehr                                                   |
| April 2015         | Watenbüttel–VW-Logistikzentrum         | Celle–Braunschweig                    | 1722 | NI   | 4,5 km  | Güterverkehr                                                                  |
| 14. September 2015 | Korbach Süd–Frankenberg                | Untere Edertalbahn                    | 2972 | HE   | 30,1 km | Planmäßiger Personenverkehr                                                   |
| 14. Oktober 2015   | Awanst Holzwerk Krenzer–Vacha          | Bad Salzungen–Unterbreizbach          | 6703 | TH   | 4,2 km  | Güterverkehr                                                                  |
| 13. Dezember 2015  | Selb-Plößberg–Aš                       | Cheb–Oberkotzau                       | 5027 | BY   | 7,6 km  | Planmäßiger Personenverkehr, Streckenlänge in Deutschland 5,5 km              |
| 10. September 2016 | Gotteszell–Viechtach                   | Gotteszell–Blaibach                   | 9581 | BY   | 24,8 km | Planmäßiger Personenverkehr im Probebetrieb, ab Dezember 2025 im Regelbetrieb |
| 24. September 2016 | Magdeburgerforth–Lindenstraße          | Magdeburgerforth–Altengrabow          | –    | ST   | 0,6 km  | Tourismusverkehr                                                              |
| 10. Juni 2017      | Nebitzschen–Kemmlitz                   | Schmalspurbahn Nebitzschen–Kroptewitz | 6968 | SN   | 2,7 km  | Tourismusverkehr                                                              |
| 4. September 2017  | Kiel Schulen am Langsee–Kiel-Oppendorf | Kiel Süd–Schönberger Strand           | 9107 | SH   | 4,5 km  | Planmäßiger Personenverkehr                                                   |
| 10. Dezember 2017  | Meinerzhagen–Lüdenscheid-Brügge        | Hagen–Dieringhausen                   | 2810 | NRW  | 15,0 km | Planmäßiger Personenverkehr                                                   |
| 10. Januar 2018    | Starbach–Ziegenhain                    | Riesa–Nossen                          | 6613 | SN   | 4,8 km  | Güterverkehr                                                                  |
| 7. März 2018       | Emmerthal–Grohnde                      | Vorwohle-Emmerthal                    | 9180 | NI   | 4,3 km  | Güterverkehr                                                                  |
| 10. September 2018 | Lauchringen–Wutöschingen               | Wutachtalbahn                         | 4403 | BW   | 5,3 km  | Planmäßiger Personenverkehr                                                   |
| 9. Dezember 2018   | Einbeck-Salzderhelden–Einbeck Mitte    | Ilmebahn                              | 1824 | NI   | 4,4 km  | Planmäßiger Personenverkehr                                                   |
| Februar 2019       | Salzgitter-Bad–Klein Mahner            | Börßum–Kreiensen                      | 1940 | NI   | 5,4 km  | Güterverkehr                                                                  |
| 12. März 2019      | Grohnde–Kieswerk Lammert & Reese       | Vorwohle–Emmerthal                    | 9180 | NI   | 8,1 km  | Güterverkehr                                                                  |
| 7. April 2019      | Nürnberg Rbf–Nürnberg Hgbf             | Nürnberg Rbf–Nürnberg Hgbf            | 5952 | BY   | 5,9 km  | Güterverkehr                                                                  |
| 9. Juni 2019       | Schelklingen–Engstingen                | Reutlingen–Schelklingen               | 4620 | BW   | 43 km   | Planmäßiger Personenverkehr                                                   |
| 7. Juli 2019       | Bad Bentheim–Neuenhaus                 | Gronau–Coevorden                      | 9203 | NI   | 28 km   | Planmäßiger Personenverkehr                                                   |
| 31. August 2019    | Dresden-Gittersee–Kilometer 4,2        | Freital Ost–Possendorf                | 6609 | SN   | 1,5 km  | Tourismusverkehr                                                              |
| 15. Dezember 2019  | Düren–Euskirchen                       | Bördebahn                             | 2585 | NRW  | 29,8 km | Planmäßiger Personenverkehr                                                   |
| 15. Dezember 2019  | Neu-Edingen–Schwetzingen               | Neu-Edingen–Schwetzingen              | 4060 | BW   | 7,5 km  | Planmäßiger Personenverkehr                                                   |
| 15. Dezember 2019  | Wutöschingen–Stühlingen                | Wutachtalbahn                         | 4403 | BW   | 11,5 km | Planmäßiger Personenverkehr                                                   |
| 15. Dezember 2019  | Engstingen–Gammertingen                | Engstingen–Sigmaringen                | 9461 | BW   | 19,7 km | Planmäßiger Personenverkehr                                                   |

### 2020–2024
| Datum              | Streckenabschnitt                                     | Strecke                                       | Nr.       | Land   | Länge   | Bemerkung                                                        |
| ------------------ | ----------------------------------------------------- | --------------------------------------------- | --------- | ------ | ------- | ---------------------------------------------------------------- |
| Mai 2020           | Nördlingen–Anschlussstelle Rettenmeier Wilburgstetten | Nördlingen–Dombühl                            | 5331      | BY     | 24,8 km | Güterverkehr                                                     |
| 21. Mai 2020       | Parchim–Karow                                         | Parchim–Neubrandenburg                        | 6935      | MV     | 35,1 km | Tourismusverkehr                                                 |
| 21. Mai 2020       | Karow–Plau am See                                     | Meyenburg–Güstrow                             | 6939      | MV     | 9,4 km  | Tourismusverkehr                                                 |
| 6. Juni 2020       | Meyenburg–Ganzlin                                     | Meyenburg–Güstrow                             | 6939      | BRB MV | 8,0 km  | Tourismusverkehr                                                 |
| 2. September 2020  | Kilometer 4,2–Kilometer 3,55                          | Freital Ost–Possendorf                        | 6609      | SN     | 0,7 km  | Tourismusverkehr                                                 |
| 11. September 2020 | Gelsenkirchen-Buer Nord–Recklinghausen Hauptbahnhof   | Oberhausen-Osterfeld–Hamm                     | 2250 2223 | NRW    | 20 km   | Planmäßiger Personenverkehr                                      |
| 13. Dezember 2020  | Mettmann Stadtwald–Abzweig Dornap-Hahnenfurth         | Bahnstrecke Düsseldorf-Derendorf–Dortmund Süd | 2423      | NRW    | 4,3 km  | Planmäßiger Personenverkehr                                      |
| 5. Mai 2021        | Vacha–Unterbreizbach                                  | Bad Salzungen–Unterbreizbach                  | 6703      | TH     | 5,9 km  | Güterverkehr                                                     |
| 26. Mai 2021       | Kilometer 3,55–Kilometer 3                            | Freital Ost–Possendorf                        | 6609      | SN     | 0,6 km  | Tourismusverkehr                                                 |
| 3. Juni 2021       | Langenlonsheim–Stromberg                              | Hunsrückquerbahn                              | 3021      | RP     | 14,9 km | Güterverkehr                                                     |
| 4. Juli 2021       | Sägmühle–Katzenstein                                  | Härtsfeldbahn                                 | –         | BW     | 2,7 km  | Tourismusverkehr                                                 |
| 17. Juli 2021      | Süderbrarup–Kappeln                                   | Schleswig Altstadt–Kappeln                    | 9102      | SH     | 14,6 km | Tourismusverkehr                                                 |
| 17. Juli 2021      | Stockach–Mengen                                       | Radolfzell–Mengen                             | 4330      | BW     | 39,4 km | Tourismus- und Güterverkehr                                      |
| 21. November 2021  | Kilometer 38,6–Dörzbach                               | Möckmühl–Dörzbach                             | 9490      | BW     | 0,5 km  | Tourismusverkehr                                                 |
| 12. Dezember 2021  | Bad Saarow Klinikum–Bad Saarow-Pieskow                | Fürstenwalde–Beeskow                          | 6521      | BB     | 1,3 km  | Planmäßiger Personenverkehr                                      |
| 12. Juni 2022      | Guben–Czerwieńsk                                      | Guben–Zbąszynek                               | 6206      | BB     | 52,1 km | Planmäßiger Personenverkehr, Streckenlänge in Deutschland 1,6 km |
| November 2022      | Etzin Mosolf–Vorketzin                                | Osthavelländische Kreisbahnen                 | 6888      | BB     | 3 km    | Güterverkehr                                                     |
| 1. November 2022   | Einbeck-Mitte–BBS Einbeck/PS.Speicher                 | Ilmebahn                                      | 9182      | NI     | 1,1 km  | Planmäßiger Personenverkehr in einem dreijährigen Probebetrieb   |
| 10. Dezember 2022  | Rottleberode–Stolberg (Harz)                          | Berga-Kelbra–Stolberg (Harz)                  | 6722      | ST     | 5,4 km  | Tourismus- und Güterverkehr                                      |
| 11. Dezember 2022  | Brücke über die Bahnstrecke Berlin–Blankenheim        | Jüterbog–Nauen                                | 6115      | BB     | 1 km    | Planmäßiger Personenverkehr                                      |
| 18. Mai 2023       | Offelten–Bad Holzhausen                               | Wittlager Kreisbahn                           | –         | NRW    | 3,2 km  | Tourismus- und Güterverkehr                                      |
| 11. Juni 2023      | Varnsdorf-pivovar Kocour–Seifhennersdorf              | Mittelherwigsdorf–Varnsdorf–Eibau             | 6588      | SN     | 2,1 km  | Planmäßiger Personenverkehr, Streckenlänge in Deutschland 1,8 km |
| 25. August 2023    | Passau-Voglau–Passau-Lindau                           | Passau-Voglau–Hauzenberg                      | 5843      | BY     | 5,1 km  | Tourismusverkehr                                                 |
| 28. August 2023    | Trollenhagen–Friedland                                | Neubrandenburg–Friedland                      | 6756      | MV     | 19,3 km | Güterverkehr                                                     |
| 8. April 2024      | Rendsburg–Rendsburg-Seemühlen                         | Rendsburg–Husum                               | 1012      | SH     | 4,5 km  | Überführungsfahrten zu Firmengelände von Stadler Rail            |
| 11. Mai 2024       | Kilometer 38,3–Kilometer 38,6                         | Möckmühl–Dörzbach                             | 9490      | BW     | 0,3 km  | Tourismusverkehr                                                 |
| 3. November 2024   | Wiesbaden Ost–Awanst Henkell                          | Wiesbaden Ost–Diez                            | 3504      | HE     | 2,4 km  | Tourismusverkehr                                                 |
| 14. Dezember 2024  | Gunzenhausen–Wassertrüdingen                          | Nördlingen–Pleinfeld                          | 5330      | BY     | 14,7 km | Planmäßiger Personenverkehr                                      |

### 2025–2030
| Datum           | Streckenabschnitt                       | Strecke                         | Nr.  | Land | Länge     | Bemerkung                   |
| --------------- | --------------------------------------- | ------------------------------- | ---- | ---- | --------- | --------------------------- |
| 8. Februar 2025 | Wuppertal-Rauenthal–Wuppertal-Beyenburg | Wuppertalbahn                   | 2703 | NRW  | 6,3 km    | Tourismus- und Güterverkehr |
| 3. März 2025    | Trier-Ehrang–Igel                       | Trierer Weststrecke             | 3140 | RP   | 15,6 km   | Planmäßiger Personenverkehr |
| 15. April 2025  | Garrel–Cloppenburg                      | Cloppenburg–Ocholt              | 1521 | NI   | ca. 13 km | Güterverkehr                |
| 29. Mai 2025    | Reinholdshain–Wolkenburg                | Glauchau–Wurzen (Muldentalbahn) | 6629 | SN   | ca. 12 km | Tourismusverkehr            |

## In Bau oder fortgeschrittener Planung
| Datum                   | Streckenabschnitt                       | Strecke                                     | Nr.       | Land  | Länge   | Bemerkung                                                                    |
| ----------------------- | --------------------------------------- | ------------------------------------------- | --------- | ----- | ------- | ---------------------------------------------------------------------------- |
| Juni 2025               | Emleben–Ohrdruf                         | Gotha–Gräfenroda                            | 6697      | TH    | 10,5 km | Güterverkehr                                                                 |
| Ende 2025               | Kiel-Oppendorf–Schönkirchen             | Kiel Süd–Schönberger Strand                 | 9107      | SH    | 1,5 km  | Planmäßiger Personenverkehr                                                  |
| 2025                    | Weil der Stadt–Calw                     | Württ. Schwarzwaldbahn                      | 4810      | BW    | 22,9 km | Planmäßiger Personenverkehr                                                  |
| 2025                    | Awanst Henkell–Wiesbaden Waldstraße     | Wiesbaden Ost–Diez                          | 3504      | HE    | 1 km    | Tourismusverkehr                                                             |
| Mitte 2026              | Kirchhuchting–Leeste                    | Bremen-Thedinghauser Eisenbahn              | 9144      | HB NI | 9,3 km  | Straßenbahnbetrieb                                                           |
| Juli 2026               | Stromberg–Büchenbeuren                  | Hunsrückquerbahn                            | 3021      | RP    | 45 km   | Güterverkehr                                                                 |
| Spätherbst 2026         | Wiesbaden Waldstraße–Wiesbaden Dotzheim | Wiesbaden Ost–Diez                          | 3500      | HE    | 3 km    | Tourismusverkehr                                                             |
| Ende 2026               | Schönkirchen–Probsteierhagen            | Kiel Süd–Schönberger Strand                 | 9107      | SH    | 5,7 km  | Planmäßiger Personenverkehr                                                  |
| 2026                    | Karlsruhe-Mühlburg–Neureut Kirchfeld    | Hardtbahn                                   | 4025      | BW    | 5 km    | Planmäßiger Personenverkehr im Stadtbahnbetrieb                              |
| 2026                    | Köthen–Aken                             | Köthen–Aken                                 | 6855      | ST    | 12,5 km | Güterverkehr                                                                 |
| Dezember 2026           | Neuenhaus–Coevorden                     | Gronau–Coevorden                            | 9203      | NI    | 29,4 km | Planmäßiger Personenverkehr, Streckenlänge in Deutschland 27,7 km            |
| Dezember 2026           | Stolberg-Altstadt–Breinig               | Stolberg–Walheim                            | 2572      | NRW   | 5,2 km  | Planmäßiger Personenverkehr                                                  |
| Dezember 2026           | Kamp-Lintfort–Rheinkamp                 | Zeche Friedrich Heinrich–Rheinpreußen-Hafen | -         | NRW   | 7 km    | Planmäßiger Personenverkehr                                                  |
| unklar (Baubeginn 2026) | Berlin-Wilhelmsruh–Abzweig Schönwalde   | Heidekrautbahn                              | 6501      | BE BB | 13,9 km | Planmäßiger Personenverkehr                                                  |
| 1. Hälfte 2027          | Münster–Sendenhorst                     | Münster–Warstein                            | 9213      | NRW   | 21,3 km | Planmäßiger Personenverkehr                                                  |
| 2027                    | Hesedorf–Stade                          | Hesedorf–Stade                              | 1260      | NI    | 25,6 km | Planmäßiger Personenverkehr                                                  |
| 2027                    | Harsewinkel–Gütersloh                   | Bahnstrecke Ibbenbüren–Hövelhof             | 9163      | NRW   | 14,5 km | Planmäßiger Personenverkehr                                                  |
| 2027                    | Gütersloh–Verl                          | Bahnstrecke Ibbenbüren–Hövelhof             | 9164      | NRW   | 10,6 km | Planmäßiger Personenverkehr                                                  |
| 2027                    | Rendsburg–Rendsburg-Seemühlen           | Rendsburg–Husum                             | 1012      | SH    | 4,5 km  | Planmäßiger Personenverkehr                                                  |
| 2027                    | Wrist–Kellinghusen                      | Wrist–Itzehoe                               | 1221      | SH    | 2,9 km  | Planmäßiger Personenverkehr                                                  |
| frühestens 2027         | Wölfersheim-Södel–Hungen                | Friedberg–Mücke                             | 3740      | HE    | 12,2 km | Planmäßiger Personenverkehr                                                  |
| Ende 2027               | Probsteierhagen–Schönberger Strand      | Kiel Süd–Schönberger Strand                 | 9107 9108 | SH    | 10 km   | Planmäßiger Personenverkehr                                                  |
| Dezember 2027           | Gessertshausen–Langenneufnach           | Gessertshausen–Türkheim                     | 5340      | BY    | 13,3 km | Planmäßiger Personenverkehr                                                  |
| Dezember 2027           | Kellersberg (Abzw)-Siersdorf            | Kellersberg–Siersdorf                       | 2556 2557 | NRW   | 5,6 km  | Planmäßiger Personenverkehr                                                  |
| Ende 2027               | Lüneburg–Soltau                         | Lüneburg–Soltau                             | 9111      | NI    | 57,1 km | Planmäßiger Personenverkehr                                                  |
| 2028                    | Filderstadt–Neuhausen auf den Fildern   | Filderbahn                                  | -         | BW    | 4 km    | Planmäßiger Personenverkehr                                                  |
| 2028                    | Barth–Prerow                            | Velgast–Prerow                              | 6779      | MV    | 18,3 km | Planmäßiger Personenverkehr                                                  |
| 2028                    | Ludwigsburg–Markgröningen               | Ludwigsburg–Markgröningen                   | 4831      | BW    | 8,4 km  | Planmäßiger Personenverkehr im Stadtbahnbetrieb                              |
| Ende 2028               | Seligenstadt–Volkach-Astheim            | Seligenstadt–Volkach                        | 5203      | BY    | 10,1 km | Planmäßiger Personenverkehr                                                  |
| Ende 2028               | Homburg–Zweibrücken                     | Homburg–Zweibrücken                         | 3283      | SL    | 6,3 km  | Planmäßiger Personenverkehr                                                  |
| 2028                    | Neu Isenburg–Neu Isenburg Stadt         | Neu Isenburg–Neu Isenburg Stadt             | 3652      | HE    | 2,6 km  | Planmäßiger Personenverkehr im Stadtbahnbetrieb                              |
| 2029                    | Jungfernheide–Gartenfeld                | Siemensbahn                                 | 6022      | BE    | 4,5 km  | Planmäßiger S-Bahn-Verkehr nach streikbedinger Einstellung 1980              |
| 2030                    | Zündorf–Mondorf                         | Kleinbahn Siegburg–Zündorf                  | -         | NRW   | 7,8 km  | Planmäßiger Personenverkehr im Stadtbahnbetrieb (Bonn – Niederkassel – Köln) |
| 2030                    | Harvesse–Braunschweig-Gliesmarode       | Celle–Braunschweig-Gliesmarode              | 1722      | NI    | 15,1 km | Planmäßiger Personenverkehr                                                  |
| Frühestens 2030         | Albstadt-Ebingen–Onstmettingen          | Talgangbahn                                 | 9464      | BW    | 8,2 km  | Planmäßiger Personenverkehr                                                  |
| 2038                    | Potsdam-Griebnitzsee–Berlin-Zehlendorf  | Berlin–Magdeburg                            | 6177      | BE BB | 10 km   | Planmäßiger Personenverkehr nach kriegs- und teilungsbedingter Unterbrechung |